# 迪尔汗·埃尤特
迪尔汗·埃尤特（土耳其語：Dilhan Eryurt，1926年11月29日—2012年9月13日）是一名土耳其女性天体物理学家，主要研究有关太阳以及其他主序星恒星的形成和演化 。

## 生平
1926年11月29日，迪尔汗·埃尤特出生于土耳其伊兹密尔。在高中时，她对数学特别感兴趣 。因此，她高中毕业后選擇前往伊斯坦布尔大学数学与天文学系學習。   
1946年，迪尔汗·埃尤特从伊斯坦布尔大学毕业后，來到安卡拉大学开设天文学系。她又在密歇根大学攻讀研究生，1953年，迪尔汗·埃尤特在安卡拉大学天体物理学系获得博士学位，并成为該校副教授。   
1959年，迪尔汗·埃尤特获得了国际原子能机构的奖学金，不久她前往美国，在美国国家航空航天局的戈达德太空飞行中心工作，进行了有关太阳演化的研究。在此期间，她是该机构唯一的女性天文学家。   
1968年，迪尔汗·埃尤特回到土耳其，并在土耳其科学技术研究理事会的支持下组织了第一届全国天文学大会。   
1969年至1973年之间，迪尔汗·埃尤特又回到NASA继续她的科学研究工作。1973年，她再次回到土耳其，前往中东科技大学物理系任教。1977年，她获得了图比塔克科学奖。1993年，迪尔汗·埃尤特退休。   
2012年9月13日，迪尔汗·埃尤特因心脏病在安卡拉去世。